# Grand Prix of Long Beach
Grand Prix of Long Beach – tor wyścigowy ulokowany w Long Beach w Stanach Zjednoczonych.

## Zwycięzcy Grand Prix Stanów Zjednoczonych na torze Grand Prix of Long Beach
| Rok  | Zwycięzca         | Konstruktor   | Wyniki |
| ---- | ----------------- | ------------- | ------ |
| 1983 | John Watson       | McLaren–Ford  | Wyniki |
| 1982 | Niki Lauda        | McLaren–Ford  | Wyniki |
| 1981 | Alan Jones        | Williams–Ford | Wyniki |
| 1980 | Nelson Piquet     | Brabham–Ford  | Wyniki |
| 1979 | Gilles Villeneuve | Ferrari       | Wyniki |
| 1978 | Carlos Reutemann  | Ferrari       | Wyniki |
| 1977 | Mario Andretti    | Lotus–Ford    | Wyniki |
| 1976 | Clay Regazzoni    | Ferrari       | Wyniki |